# El Sagrario
El Sagrario (Dunharrow en el original inglés) es un lugar ficticio del legendarium del escritor J. R. R. Tolkien, que aparece en su novela El Señor de los Anillos. Es un refugio Rohirrim escondido en las Montañas Blancas y fortificado contra cualquier ataque. Fue usado como refugio mucho siglos antes de la aparición de Rohan.
El Sagrario se encontraba encima de un barranco sobre el valle del río Nevado, para alcanzarlo había que subir por un sendero que se enredaba alrededor del barranco trepando como una escalera de un lado a otro. Este camino estaba cubierto con estatuas de los hombres Púkel, originalmente esculpida por los hombres de las Montañas Blancas. Subiendo las escaleras se encontraba “Firienfeld”, una gran área de pastos verdes para que los soldados y los refugiados acampen.
Grandes piedras esculpidas marcaban la entrada a los Senderos de los Muertos
En el Sagrario, se reunió el ejército de Théoden, antes de partir a Minas Tirith, y allí debería haber permanecido Éowyn con el resto del pueblo, esperando noticias, cosa que no hizo al partir disfrazada como jinete de Rohan a la guerra, con el resto del ejército. Aragorn, junto con la Compañía Gris, lo cruzó de prisa, al ir rumbo a los Senderos de los Muertos.
- Datos: Q2603177